# El Tepozán, Mexquitic de Carmona
El Tepozán är en ort i Mexiko.   Den ligger i kommunen Mexquitic de Carmona och delstaten San Luis Potosí, i den centrala delen av landet, 400 km nordväst om huvudstaden Mexico City. El Tepozán ligger 1 905 meter över havet och antalet invånare är 361.
Terrängen runt El Tepozán är huvudsakligen platt, men västerut är den kuperad. Runt El Tepozán är det tätbefolkat, med 570 invånare per kvadratkilometer. Närmaste större samhälle är Soledad de Graciano Sánchez, 19,6 km sydost om El Tepozán. Omgivningarna runt El Tepozán är i huvudsak ett öppet busklandskap.